# Psammotreta intastriata
Psammotreta intastriata is een tweekleppigensoort uit de familie van de Tellinidae. De wetenschappelijke naam van de soort is voor het eerst geldig gepubliceerd in 1826 door Say.